# Inni Aboubacar
Inni Aboubacar (* 1948) ist ein ehemaliger nigrischer Leichtathlet, der sich auf den Marathonlauf spezialisiert hatte.

## Biografie
Inni Aboubacar belegte bei den Olympischen Spielen 1988 im Marathonlauf den 59. Platz.